# Torrefacció

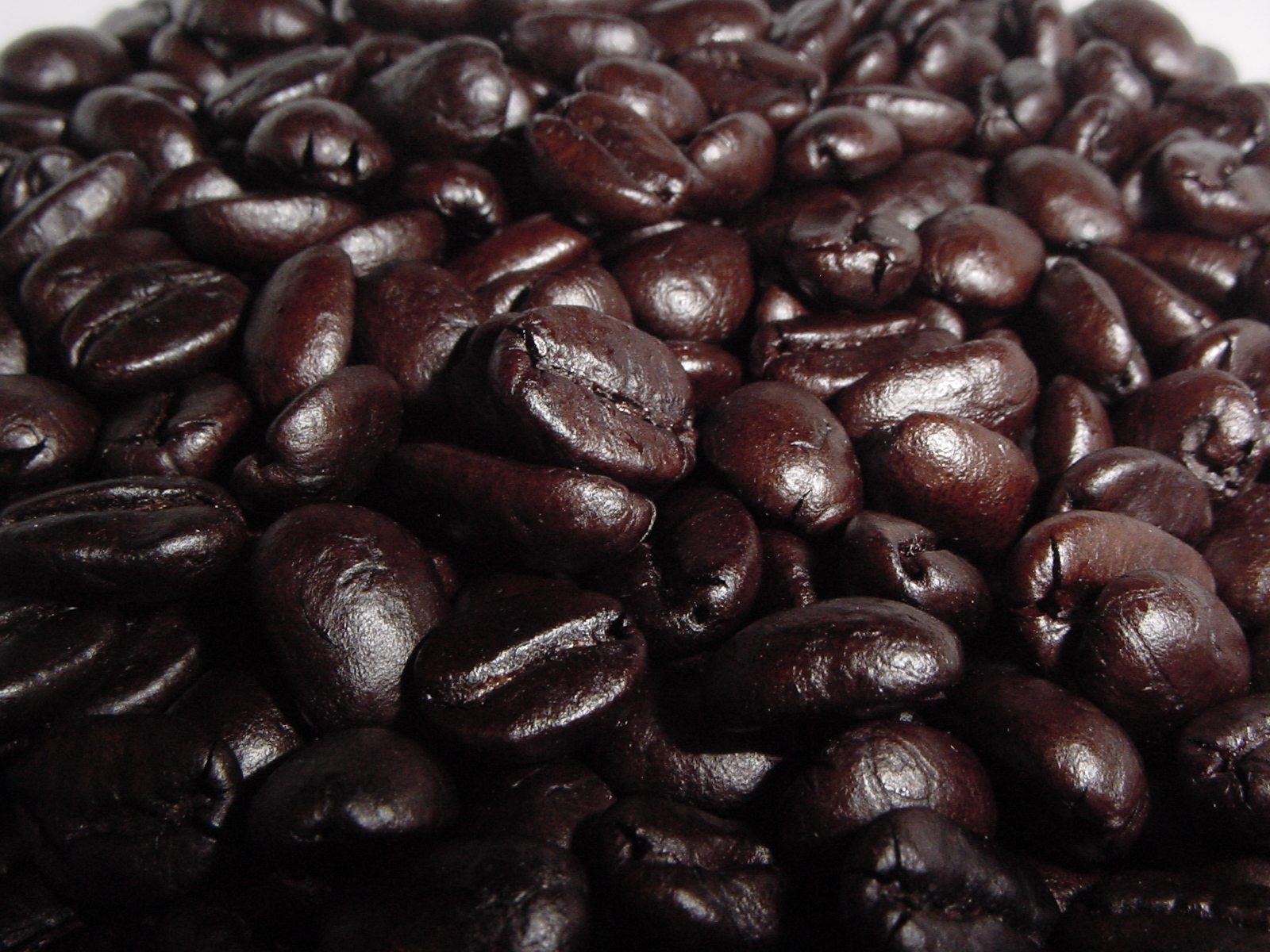
Grans de cafè sotmesos a torrefacció

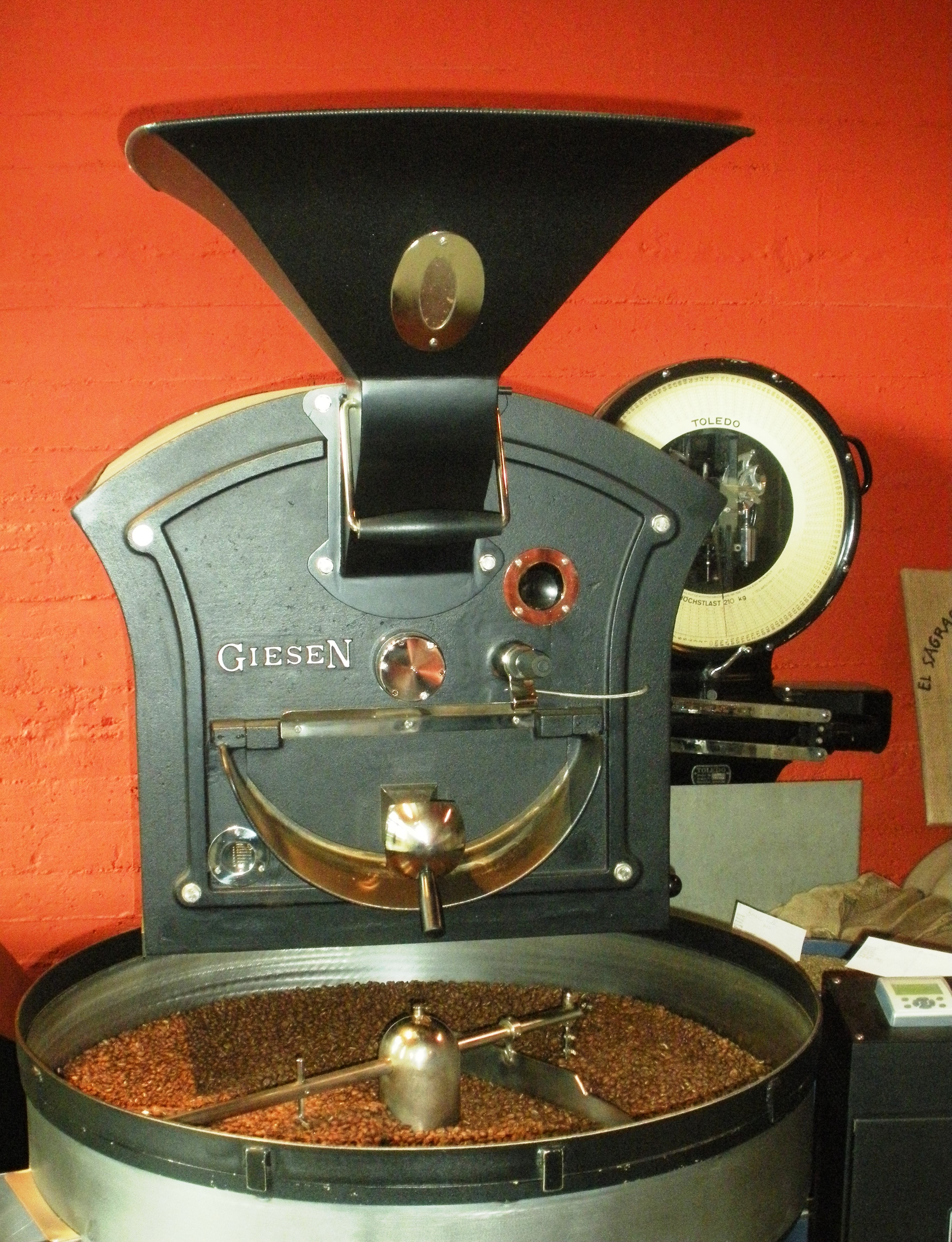
Màquina per a la torrefacció del cafè

La torrefacció o l'acció de torrar, és un procés que consisteix a sotmetre a l'acció directa del foc o de calor i en contacte amb l'aire determinades substàncies, per tal de dessecar-les, de destruir-ne algun principi perjudicial, d'oxidar-les, etc.
Des del punt de vista químic, hom pot dir que la torrefacció és una calcinació que comporta l'oxidació del material tractat.
En alimentació s'anomena així al procés que consisteix a sotmetre un aliment a temperatures superiors a les de la dessecació, amb la qual cosa el producte sofreix caramel·lització dels sucres (reacció de Maillard) i piròlisi parcial, per tal d'aconseguir-hi el desenvolupament d'aromes i textures característiques. Per exemple s'empra la torrefacció en la fabricació del cafè, la xocolata i el maltatge per fer malt de cervesa fosca.